# Maliinannguaq Marcussen Mølgaard
Maliinannguaq Margrethe Marcussen Mølgaard [maˈliːˌnaŋːuɑq mɑˈgʁɛːdə ˈmɑːkusn̩ ˈmøːlgɒˀ] (auch Malînánguaĸ Margrethe Markussen Mølgård; * 17. Dezember 1960 in Qullissat) ist eine grönländische Politikerin (Inuit Ataqatigiit), Journalistin, Lehrerin und Künstlerin.

## Leben
Maliinannguaq Marcussen Mølgaard ist die Tochter des Bergmanns Hans Pele Marcussen († 1966) und seiner Frau Dorthia Olsen. Sie ist die Urenkelin von Tobias Gabrielsen, einem Teilnehmer der Danmark-Expedition 1906–1908, bei der sein Kollege Jørgen Brønlund ums Leben kam. Am 20. Oktober 1990 heiratete sie den Zimmermann Niels Pele Mølgaard (* 1967).
Maliinannguaq besuchte von 1967 bis 1971 die Schule in Qullissat. Als die Stadt aufgegeben wurde, zog sie mit ihrer Familie nach Aasiaat, wo sie bis 1978 die Schule besuchte. Anschließend erlangte sie den Realschulabschluss in Dänemark und besuchte anschließend eine Schule in Nuuk, wo sie ihr Höheres Vorbereitungsexamen ablegte. Von 1981 bis 1982 arbeitete sie als Hilfslehrerin in Aasiaat. Anschließend begann sie eine Ausbildung zu Journalistin in Nuuk, die sie 1985 abschloss. Von 1985 bis 1986 arbeitete sie für die Radionachrichten und anschließend bis 1988 für das Regionalradio Nord. Von 1988 bis 1989 war sie Arbeitsmarktberaterin in Qeqertarsuaq. Von 1989 bis 1993 war sie als Fernsehjournalistin und Redakteurin für den KNR tätig. Anschließend war sie wieder zwei Jahre Hilfslehrerin in Qeqertarsuaq.
Maliinannguaq war 1976 eine Mitgründerin der Inuit Ataqatigiit. Sie kandidierte erstmals mit 23 Jahren bei der Parlamentswahl 1984, wurde aber nicht gewählt. Bei der Wahl 1987 war sie nur Zweite Stellvertreterin von Jens Geisler. Bei der Folketingswahl 1988 kandidierte sie selbst, wurde aber nicht gewählt. Bei der Wahl 1995 konnte sie erstmals einen Sitz im Inatsisartut erlangen. 1997 wurde sie zusätzlich für vier Jahre zur Bürgermeisterin der Gemeinde Qeqertarsuaq gewählt. 1999 wurde sie ins Parlament wiedergewählt, aus dem sie 2002 ausschied, weil sie nicht mehr kandidierte. Bei der Kommunalwahl 2005 wurde sie in den Rat der Gemeinde Nuuk gewählt. Danach trat sie nicht mehr bei Wahlen an.
1997 hatte sie eine Minirolle als Mutter der Protagonistin Smilla in Fräulein Smillas Gespür für Schnee. Heutzutage ist sie vor allem als Künstlerin aktiv.